# 奇里瓜納

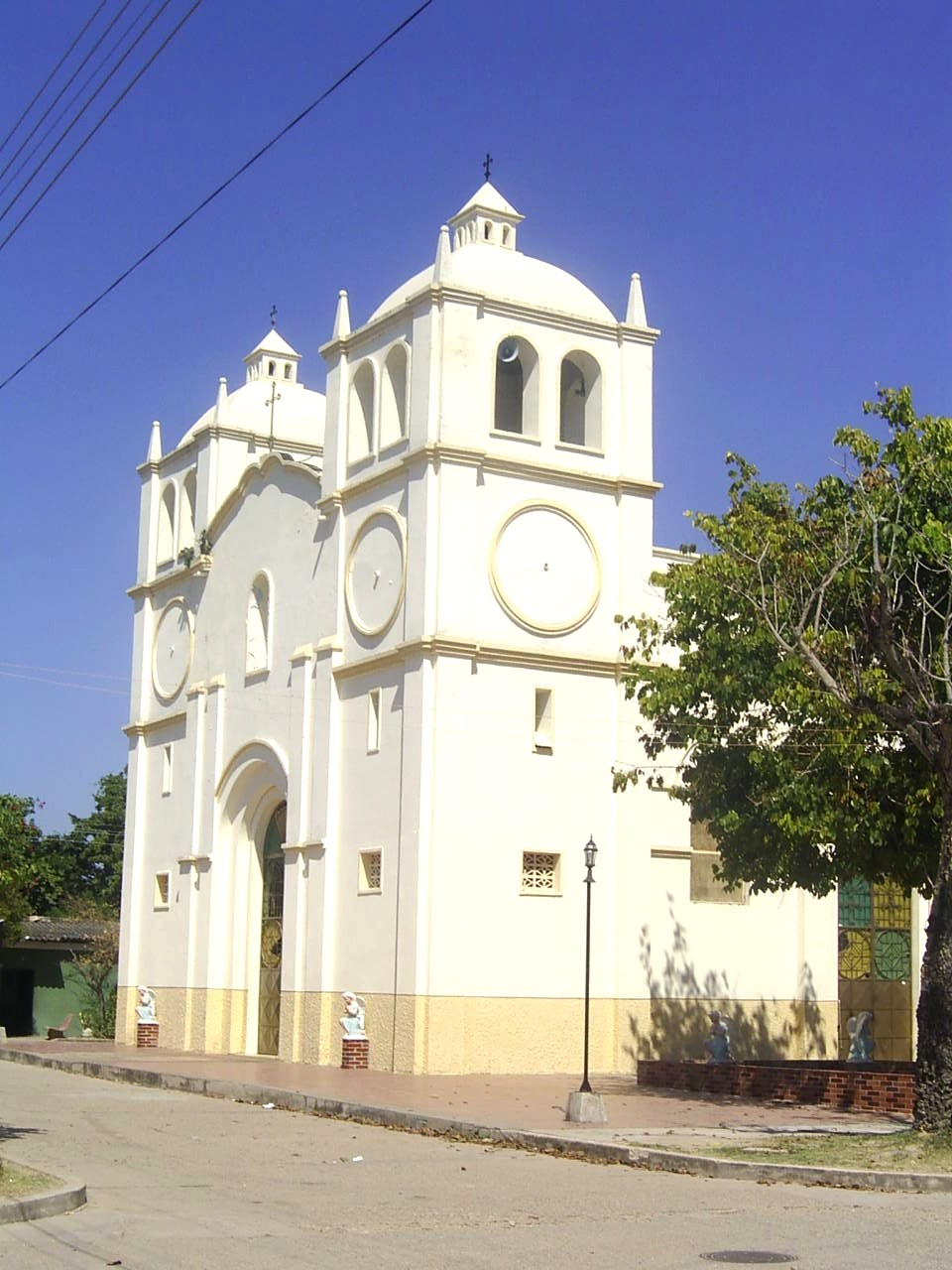

奇里瓜納是哥倫比亞的城鎮，位於該國東北部，由塞薩爾省負責管轄，距離首府巴耶杜帕爾260公里，始建於1530年9月8日，面積1,131.59平方公里，海拔高度50米，2005年人口33,146。

## 外部連結
- （西班牙文） （西班牙文） Chiriguana official website

9°22′N 73°36′W / 9.367°N 73.600°W